# Pachnobia homogena
Pachnobia homogena är en fjärilsart som beskrevs av Mcdunnough 1921. Pachnobia homogena ingår i släktet Pachnobia och familjen nattflyn. Inga underarter finns listade i Catalogue of Life.